# Атомна Бетті
«Атомна Бетті» (англ. Atomic Betty) - канадсько-французький анімаційний науково-фентезійний телевізійний серіал, створений Atomic Cartoons, Breakthrough Films & Television і Tele Images Kids.
Додаткове фінансування було надано Teletoon в Канаді, і M6 (1-й і 2-й сезони) і Télétoon+ (3-й сезон) у Франції.
Анімація була створена Atomic Cartoons, з деякою додаткової анімаційної підтримкою, наданою Французької фірмою Caribara для франкомовної версії серіалу.
Серіал проходить по Teletoon в Канаді, M6 і Teletoon у Франції, CITV в Сполученому Королівстві, а також по Cartoon Network - в США, і багатьох інших країнах (в тому числі - в Україні).
Уже створено 52 півгодинних, або 104 п'ятнадцяти-хвилинних епізоду, протягом двох сезонів. Розробка (створення) третього сезону почалася на початку жовтня 2006 року.

## Огляд

### Створення
Атомна Бетті - один з зростаючого числа мультфільмів, зроблених з використанням Adobe Flash, і, відповідно, має більш «гладку» або «машинну» анімацію, що відрізняє його від мультфільмів, зроблених в традиційному стилі. За іронією, на мультфільм значно вплинуло класичне анімаційне шоу «The Jetsons», створене Hanna Barbera.

### Сюжет
Дія серіалу зосереджено на Бетті, типовому казахстансько-канадському підлітка, яка ходить в школу, дивиться науково-фантастичні фільми і співає в своїй групі.
Але також, у неї є й інша сторона життя, невідома більшості її друзів і сім'ї. Вона - Галактичний Стражник, який присвятив своє життя збереженню миру і закону в Галактиці. Як Атомна Бетті, супроводжувана інопланетним пілотом Спаркі, і роботом X-5, вона протистоїть злому генію - Максимусу Ай. Кью.
Незважаючи на свою скромну життя на Землі, Атомна Бетті - суперзірка по всій галактиці, і навіть має фан-клуб відданих шанувальників.
У кожній серії, де-небудь в Галактиці відбувається кризова ситуація, в той час, як Бетті грає з друзями. І кожен раз її браслет починає блимати, і вона змушена тікати - рятувати галактику. За допомогою своєї команди, Бетті кожен раз вдається перемогти зло ще до того, як прийде час повертатися додому. У російській версії серіал називається Бетті - Блискавка, відповідно, доцільніше надалі використовувати цей «прізвисько».

## Персонажі

### Головні персонажі
- Бетті / Бетті Блискавка - головна героїня шоу, дуже незвичайна 12-річна дівчинка з Moose Jaw Heights (фіктивне назву міста Moose Jaw («Лосина щелепу»), що знаходиться в провінції Саскачеван (Канада)). У термінах суспільної свідомості, Бетті - небезпечний хижак, і має томбоістіческіе [1] (короткий опис слова знаходиться внизу сторінки) риси характеру, навіть незважаючи на те, що вона закохана в однокласника на ім'я Ділан.
- Ной Паркер - найкращий друг Бетті, і незважаючи на те, що він вважає її злегка дивною (чудний), він потай любить її, але не може висловити свої почуття. Він не знає про те, що Бетті - Галактичний вартовий, і часто думає, що Бетті пропадає при дивних обставинах.
- Спаркі - перший лейтенант і другий пілот Гіпергалактіческого Зоряного Крейсера. Він володіє гігантським апетитом (і талантом використовувати свої чотири шлунка (як у корови) для того, щоб цю їжу зберігати). Спаркі не найрозумніший прибулець в Галактиці, але його енергійність, ентузіазм і відданість добре компенсують його недолік розуму.
- Робот Ікс-5 - третій член команди Бетті. Незважаючи на деяку застарілість (по Галактичним стандартам), він залишається хорошою ходячою базою даних, що містить відомості, які можуть виявитися необхідними для команди. Ікс-5 - видатний робот (він сам про себе так каже). Він розповість тобі багато про різні види прибульців ... і навіть більше. Вони зі Спаркі часто сперечаються, але зрідка між ними відбуваються моменти, коли вони виявляють повагу один до одного.
- Адмірал ДеГілл - золота рибка з короткий стрижкою, який є Командиром 147-го батальйону Галактичних Стражников і Захисників Планет. В тому числі, він є і командиром Бетті.
- Пенелопа Ленг - Земний суперник Бетті, яка (Пенелопа) вважає себе найпопулярнішою примадонною в школі. Вона багата, зіпсована, і часто використовує свою популярність або багатство, щоб підірвати репутацію Бетті, що зазвичай має зворотну дію. Вона зазвичай ходить в компанії з двома підлабузниками - Меган і Сарою. Їй подобається досягати своїх цілей, навіть якщо для цього їй доводиться «переступати» через інших (взагалі-то, їй так навіть більше подобається!).
- Максимус Ай. Кью. - незграбний суперлиходії, схожий на кота, і як він вважає, в ньому є щось королівське. У Максимуса є одна проста мрія - поширити свої злі правила на всі розумні істоти у Всесвіті. Він одержимий ідеєю перемогти Бетті і знайти її рідну планету (в деяких відносинах він підійшов близько до цієї мети, включаючи одного разу побудовану базу поруч з Юпітером).
- Мінімус маленька мавпочка-підлабузник Максимуса з двома особами злим і добрим, Завжди страждає від витівок Максимуса.